# 戸松遥のココロ☆ハルカス
『戸松遥のココロ☆ハルカス』（とまつはるかのココロハルカス）は、2013年4月1日からインターネット配信を行っているラジオ番組。パーソナリティは戸松遥。

## 番組概要

### 配信時間
ニコニコ動画 セカンドショットちゃんねる（無料配信分）
- 2023年7月5日 -

隔週水曜日 22:00 - 22:30（ストリーミング配信）
隔週水曜日 23:00 更新（1週間無料のアーカイブ配信）
YouTube セカンドショットちゃんねる（無料配信分）
- 2023年7月5日 -

隔週水曜日 22:00 - 22:30（ストリーミング配信）
ストリーミング配信の翌日 更新（アーカイブ配信）
ニコニコ動画 セカンドショットちゃんねる（チャンネル会員限定の有料配信分）
- 2023年7月5日 -

隔週水曜日 23:00 更新（アフタートーク）
※ 過去分の本放送とアフタートークのアーカイブ配信もあり
過去の配信時間
超!A&G+
- 2013年4月1日 - 2013年4月22日

月曜 21:00 - 21:30（ストリーミング配信）
- 2013年5月5日 - 2020年9月27日

日曜（土曜深夜） 0:00 - 0:30（ストリーミング配信）
日曜 8:00 - 8:30（リピート配信）
ニコニコ動画 セカンドショットちゃんねる（無料配信分）
- 2017年4月18日 - 2020年9月29日

火曜（月曜深夜） 0:00 更新（本放送のアーカイブ配信は1週間無料）
ニコニコ動画 セカンドショットちゃんねる（無料配信分）
- 2020年10月1日 - 2021年4月1日

木曜 21:00 - 21:30（ストリーミング配信）
木曜 23:00 更新（1週間無料のアーカイブ配信）
- 2021年4月8日 - 2023年6月22日

木曜 21:30 - 22:00（ストリーミング配信）
木曜 23:00 更新（1週間無料のアーカイブ配信）
ニコニコ動画 セカンドショットちゃんねる（チャンネル会員限定の有料配信分）
- 2017年4月18日 - 2020年9月29日

火曜 0:00 更新（アフタートーク）
- 2020年10月1日 - 2021年4月1日

木曜 23:00 更新（アフタートーク）
- 2021年4月8日 - 2023年6月22日

木曜 23:00 更新（アフタートーク）

### 備考
- 超!A&G+にてストリーミング配信していた当時は後続番組である『寿美菜子のラフラフ』と揃って後に「セカンドショットアワー」と題され、両番組のジャンクションとして（鈴木絵理→和氣あず未→中澤ミナ→菅叶和）が担当する「セカンドショットインフォメーション」および、戸松・寿が所属する声優ユニット・スフィア関連の「スフィアインフォメーション」が配信されていた。ストリーミング配信のセカンドショットちゃんねる移行後は、当番組の開始前に「セカンドショットインフォメーション」が配信されている。
- 2024年6月8日から受けたニコニコサービスへのサイバー攻撃の影響により、ニコニコサービス全体が利用できなくなったため、本配信は第497回（2024年6月12日配信）はYouTubeのみとなり、第498回（2024年6月26日配信）よりOPENREC.tvとYouTubeに変更された。また、ニコニコチャンネル会員向けの完全版アーカイブおよびアフタートークはニコニコサービス復旧後に公開される予定だったが、ニコニコの大規模メンテナンスが長期となったため、期間中の完全版アーカイブとアフタートークはOPENREC.tvに一時的に移行し、OPENRECサブスク限定で公開されるようになった[3]。

## コーナー

### 通常コーナー
レンタル趣味レーション♪
趣味といえる趣味、特技といえる特技が思い浮かばない戸松が、胸を張ってプロフィールに書ける趣味や特技を見つけていくコーナー。興味がわいたものがあれば『今後やってみるノート』に書き加えていく。
Are You Lady??
リスナーから届いた「レディとしてのたしなみ」クイズに挑戦し、淑女と少女の違いを学んでレディへの心構えを準備していくコーナー。
笑顔の処方箋
森羅万象・万物の理を理解した"ドクタースカルハ"が、みなさんから届いた「キャラクター」「場所」「行動」の「3つのお薬の素」を調合してアドリブ演技という名の「笑顔の処方箋」を送るコーナー。
ココロ深呼吸
戸松が最近あった出来事を語りかけるように話すコーナー。

### 単発企画
あべのハルカス訪問記録鑑賞会
第45回で行われた単発企画で、戸松のニックネームの一つである「ハルカス」にかけて、大阪市阿倍野区のあべのハルカスに戸松自身がロケを行った様子の一部が簡易動画配信された（グランドオープンを控えていた時期であり、展望台には特別に許可を得て登った）。また、このロケの様子は『戸松遥のココロ☆ハルカス RADIO FANDISK2』に収録された。

## 動画配信
- 第6回 （2013年5月12日）レンタル趣味レーション♪にてラッピングを披露
- 第14回 （2013年7月7日）レンタル趣味レーション♪にてフラワーアレンジメントを披露
- 第30回 （2013年10月27日）ハロウィンの格好をして、レンタル趣味レーション♪でケーキをデコレーション。
- 第45回 （2014年2月9日）あべのハルカス訪問記録鑑賞会のコーナーにおいて、あべのハルカスロケの様子を動画配信。
- 第57回 （2014年5月4日）レンタル趣味レーション♪にてネイルアートを披露
- 第100回 （2015年3月1日） 「100回記念放送」と称して、ラフラフと合同で動画付き生配信を実施

## 番組関連イベント
声優ユニット・スフィアおよび、その他の単独出演イベントに関しては該当項を参照
| 公演年 | タイトル                                                               | 公演日・会場                                             | 備考 |
| ------ | ---------------------------------------------------------------------- | -------------------------------------------------------- | --- |
| 2013年 | A&Gオールスター2013                                                    | 全1公演：10月20日 パシフィコ横浜国立大ホール（神奈川県） | 『阿澄佳奈 星空ひなたぼっこ』 『寿美菜子のラフラフ』 とコラボ。                                           |
| 2014年 | 「戸松遥のココロ☆ハルカス」公開イベント2014                            | 全1公演：6月22日 ニッショーホール（東京都）              | ゲスト：寿美菜子 戸松は『寿美菜子のラフラフ公開イベント2014』にもゲスト出演。                             |
| 2015年 | 「戸松遥のココロ☆ハルカス」「寿美菜子のラフラフ」公開イベント2015      | 全2公演：6月28日 ニッショーホール（東京都）              | |
| 2015年 | A&Gオールスター2015                                                    | 全1公演：11月22日 パシフィコ横浜国立大ホール（神奈川県） | 『ゆいかおりの実♪』 『高垣彩陽のあしたも晴レルヤ』 と『ココロ晴レルヤの実♪』としてコラボ。                |
| 2016年 | SECONDSHOT FES -Girls Members-                                         | 全2公演：5月7日 メルパルクホール（東京都）               | 同じ制作会社番組である 『寿美菜子のラフラフ』 『TrySailのTRYangle harmony』 などとの共同イベント。        |
| 2016年 | 「戸松遥のココロ☆ハルカス」&「寿美菜子のラフラフ」番組公開イベント2016 | 全2公演：7月16日 サイエンスホール（東京都）              | |
| 2017年 | SECONDSHOT FES -Girls Members-2017                                     | 全2公演：5月7日 メルパルクホール（東京都）               | 同じ制作会社番組である 『豊崎愛生のおかえりらじお』 『高垣彩陽のあしたも晴レルヤ』 などとの共同イベント。 |
| 2017年 | 「戸松遥のココロ☆ハルカス」&「寿美菜子のラフラフ」番組公開イベント2017 | 全2公演：8月5日 サイエンスホール（東京都）               | |
| 2018年 | SECONDSHOT FES -Girls Members-2018                                     | 全2公演：5月12日 メルパルクホール（東京都）              | 同じ制作会社番組である 『豊崎愛生のおかえりらじお』 『高垣彩陽のあしたも晴レルヤ』 などとの共同イベント。 |
| 2018年 | 「戸松遥のココロ☆ハルカス」&「寿美菜子のラフラフ」番組公開イベント2018 | 全2公演：7月7日 ニッショーホール（東京都）               | |
| 2019年 | SECONDSHOT FES -Girls Members-2019                                     | 全2公演：5月11日 メルパルクホール（東京都）              | 同じ制作会社番組である 『豊崎愛生のおかえりらじお』 『高垣彩陽のあしたも晴レルヤ』 などとの共同イベント。 |
| 2019年 | 「戸松遥のココロ☆ハルカス」&「寿美菜子のラフラフ」番組公開イベント2019 | 全2公演：6月16日 サイエンスホール（東京都）              | |

## 関連商品
ラジオCD
- 戸松遥のココロ☆ハルカス RADIO FANDISK （2013年11月14日発売）

戸松が番組で育てたトマトを使って料理をする。
- 戸松遥のココロ☆ハルカス RADIO FANDISK2（2014年4月23日発売）

第45回放送で行われた単発企画「あべのハルカス訪問記録鑑賞会」で行われたロケの様子を収録。